# Siły Powietrzne Bangladeszu
Siły powietrzne Bangladeszu powstały 28 września 1971 roku. Na początku liczyły 3 jednostki Douglas DC-3 Dakota, DHC-3 Otter i śmigłowiec Alouette III. 
Siły powietrzne Bangladeszu w 2013 roku posiadały ponad 140 jednostek, w tym MiG-29, Chengdu J-7, Bell 212, Lockheed C-130 Hercules i Mil Mi-17. Wojska lotnicze Bangladeszu w 2018 roku otrzymały pierwszy z pięciu zamówionych samolotów Lockheed Martin C-130J Super Hercules które wcześniej były używane przez Royal Air Force.